# Francisco Antonio Camassa
Francisco Antonio Camassa, italijanski jezuit, znanstvenik in pedagog, * 1588, † 1646.
Poučeval je na Colegio Imperial de Madrid.